# Nowa Nadzieja
Nytt hopp (polska: Nowa Nadzieja, NN) är ett är ett högerpopulistiskt och ultranationalistiskt parti i Polen grundat 22 januari 2015. Partiet är känt för att förespråka främst hård euroskepticism och stark kritik mot invandring och islam. Partiledare är sedan 2022 Slawomir Mentzen.

## Ideologi
Nytt hopp har beskrivits som ett högerpopulistiskt och högerextremistiskt parti. När det gäller sociala frågor är partiet konservativt och nationalliberalistiskt i ekonomiska frågor. Partiet uttrycker hård kritik mot EU, men är däremot positiva till fortsatt polskt medlemskap i NATO, och de anser att NATO är viktigt för Polens säkerhet eftersom de ser Ryssland som ett hot på grund av rysk-ukrainska kriget, och de ser anser att Polen därför är i fara utan NATO och är oroliga att de ska bli Rysslands nästa måltavla. Partiet är också starkt invandringskritiskt och starkt kritiskt mot islam. Partiet förespråkar även minskade rättigheter att göra abort, och även minskade rättigheter för homosexuella och är starkt kritiska mot samkönat äktenskap.
Partiet var länge ryssvänligt, men när deras nuvarande partiledare Slawomir Mentzen ersatte partiets tidigare partiledare, Janusz Korwin-Mikke, blev partiet allt mer och mer rysslandskritiskt, Mentzen beskrev Ryssland som ett hot mot Polen och kallade Rysslands president Vladimir Putin för en "mördare och barbar" och har uttryckt stöd för Ukraina i rysk-ukrainska kriget, men är skeptisk kring militärt bistånd till Ukraina p.g.a. utrustningsbrist i Polen. Partiet har även uttryckt stöd för Donald Trump i USA, då partiet delar flera ideologiska idéer med Trump, som bland annat kritik mot EU och invandring. Mentzen har också uttryckt att Polen ska hålla sig neutralt i Israel–Palestina-konflikten.

## Samarbeten och systerpartiet
Nytt hopp har kopplingar till flera europeiska högerpopulistiska partier, bland annat tyska Alternativ för Tyskland och även till svenska Alternativ för Sverige.

## Valresultat
I Parlamentsvalet i Polen 2023 fick de 7,2 % rösterna vilket ledde till att de vann 7 mandat och 18 platser i polska parlamentet Sejm. I Europaparlamentsvalet 2024 vann partiet 3 mandat och 6 platser i Europaparlamentet där de tillhör ESN-gruppen.